# Giuseppe Naro
Giuseppe Naro detto Pippo (Militello Rosmarino, 6 febbraio 1948) è un politico italiano.

## Attività politica
Inizia l'attività politica nel Movimento Giovanile della Democrazia Cristiana. Negli anni '80 diventa Presidente della Provincia di Messina.
Nel 1994, a seguito della scissione della Democrazia Cristiana, aderisce al CCD che nel 2000 si unisce al CDU per formare il Biancofiore.
Nel 2001 Naro viene eletto alla Camera dei deputati. Nel 2002 il Biancofiore confluisce nell'UDC e, successivamente, Naro diventa responsabile amministrativo dell'UDC.
Viene eletto per la prima volta al Parlamento italiano nel 2001, candidato della coalizione di centrodestra per la quota maggioritaria della Camera dei deputati (collegato alla lista Abolizione Scorporo), nel collegio della sua città di residenza, Milazzo, battendo il candidato de L'Ulivo l'ex arbitro internazionale Angelo Amendolia. Il 14 luglio del 2004 si fa notare in occasione del dibattito alla Camera sulla verifica di governo, in diretta televisiva, mentre regge i fogli dell'intervento del segretario Marco Follini.
Nel 2006 viene eletto al Senato della Repubblica, candidato nella Regione Siciliana. Durante questo mandato si fa notare, secondo il settimanale Panorama, per un record: aver fatto un solo intervento in aula, durato meno di 30 secondi. In effetti, sul sito del Senato risulta un solo intervento di Naro sui disegni di legge consistente in questa trasvolante frase:
(Resoconto stenografico della seduta n. 080 del 22/11/2006)
Nel 2008 viene eletto di nuovo alla Camera dei deputati, candidato nella circoscrizione elettorale XXV (Sicilia 2). Nel 2009 si candida per il Parlamento europeo nella circoscrizione dell'Italia insulare ma non viene eletto.
L'11 dicembre 2017 viene nominato commissario dell'UDC in Sicilia.

## Critiche
Nel 1998, mentre una serie di attentati continua a colpire l'Università degli Studi di Messina, facendo aprire un'inchiesta alla Commissione parlamentare antimafia, il professore Gaetano Silvestri denuncia il sistema di favori per cui politici come Naro diventa "miracolosamente" ricercatore universitario.

## Vicende giudiziarie
Nel settembre 1992 il presidente Naro, nove assessori e il responsabile dell'ufficio contratti della provincia, insieme a Massimo Piccione (titolare dello studio fotografico Worldvision Enterprises di Milazzo ed editore dell'emittente privata Il Tirreno), vengono raggiunti da avviso di garanzia per lo scandalo delle "foto d'oro". Lo studio fotografico di Piccione ha offerto e venduto all'amministrazione provinciale 462 ingradimenti fotografici (raffiguranti panoramiche dei 108 comuni della provincia), al prezzo complessivo di 357 milioni di lire (in media, quasi 800.000 lire a foto). Naro si dimette a causa dello scandalo. Il processo di primo grado si conclude nel dicembre 1993; tra gli imputati Naro è quello che riporta la condanna più grave: tre anni per abuso d'ufficio continuato ed in concorso, senza il beneficio della sospensione della pena. La condanna definitiva in Cassazione è a 6 mesi di reclusione.
Nel 1993 Naro (insieme ad altri politici) è di nuovo al centro di un'inchiesta giudiziaria su fatti di corruzione e concussione negli appalti locali per circa 4 000 miliardi di lire, la cosiddetta Tangentopoli messinese. Il 30 maggio 1998 il GUP di Messina rinvia a giudizio Naro, insieme a una ventina di altre persone. Nell'aprile del 2002 il Tribunale di Messina condanna Naro a un anno e sei mesi per associazione a delinquere, corruzione e turbativa d'asta. La vicenda si conclude definitivamente nel 2007 quando presso la Corte Suprema di Cassazione, Naro e altri condannati usufruiscono della prescrizione del reato.
Nel 1993 Naro è arrestato per un presunto abuso d'ufficio, riguardo all'acquisto di un palazzo del valore di 24 miliardi di lire pagato 30, ma viene successivamente assolto con formula piena.
Nel giugno 1994 una seconda inchiesta sulle "foto d'oro" si conclude con 19 rinvii a giudizio: l'accusa rivolta a Naro, ad alcuni ex assessori provinciali, a funzionari e al fotografo Massimo Piccione è di abuso d'ufficio per un appalto bandito a trattativa privata nel 1990 per la manifestazione culturale Taormina Arte. Anche in questo caso Naro usufruisce della prescrizione del reato.

## Inchiesta Enav
Nell'agosto 2011 Giuseppe Naro è accusato dall'imprenditore Tommaso Di Lernia per aver incassato da questi 200 000 euro da consegnare al leader dell'Udc Pier Ferdinando Casini. La vicenda si inserisce nell'ambito dell'inchiesta Finmeccanica in cui sono coinvolti altri personaggi politici italiani.